# Robert Maciaszek
Robert Tomasz Maciaszek (ur. 28 września 1982 w Olkuszu) – polski polityk, prawnik i samorządowiec, poseł na Sejm VII kadencji, od 2018 burmistrz Chrzanowa.

## Życiorys
Od 2004 pracował w szwedzkim koncernie B&B Tools, pełniąc m.in. funkcję dyrektora ds. rozwoju w jednej z podległych spółek. W tym samym roku otworzył biuro bezpłatnych porad prawnych. W 2007 ukończył studia prawnicze na Wydziale Prawa i Administracji Uniwersytetu Śląskiego.
W 2001 zaangażował się w działalność polityczną w ramach Platformy Obywatelskiej. W 2006 i w 2010 z jej ramienia uzyskiwał mandat radnego Chrzanowa. W latach 2006–2011 był przewodniczącym Komisji Rozwoju Gospodarczego. W 2011 objął stanowisko zastępcy burmistrza Chrzanowa do spraw społecznych – Ryszarda Kosowskiego. Odpowiadał za edukację, pomoc społeczną, podstawową opiekę zdrowotną, kulturę i sport w gminie Chrzanów.
W wyborach w 2011 bez powodzenia kandydował z listy PO do Sejmu w okręgu chrzanowskim, otrzymując 3479 głosów. Mandat posła VII kadencji objął jednak 28 listopada 2014, zastępując Pawła Grasia (kilkanaście dni wcześniej wybrano go do rady powiatu chrzanowskiego). W wyborach w 2015 nie uzyskał poselskiej reelekcji.
W 2018 został wybrany na urząd burmistrza Chrzanowa, w II turze wygrał z Robertem Kasperkiem, uzyskując 68,86% głosów. W sierpniu 2021 odszedł z PO, dołączył do Polski 2050. W 2024 z powodzeniem ubiegał się o reelekcję, pokonując Rafała Kosowskiego z wynikiem 58,94% głosów. W październiku tego samego roku zrezygnował z członkostwa w Polsce 2050.